# 高地圣若翰洗者堂

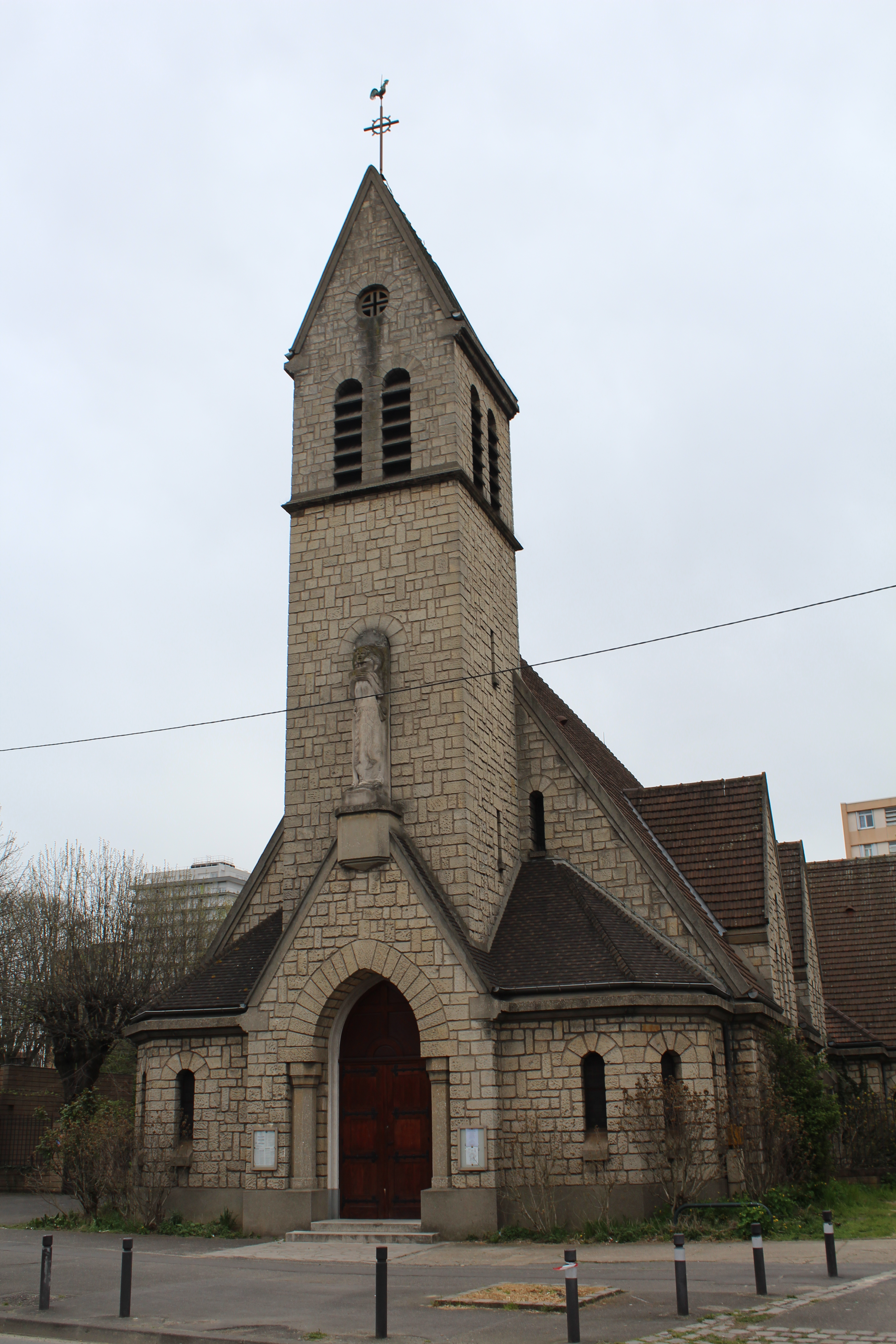

高地圣若翰洗者堂（Église Saint-Jean-Baptiste du Plateau）是一座罗马天主教堂区教堂，位于法国法兰西岛大区马恩河谷省市镇塞纳河畔伊夫里（紧邻巴黎十三区）。该堂供奉圣若翰洗者，建于1935-1938年，罗曼复兴风格，安托瓦内特·理查德·内·高蒂埃（Antoinette Richard née Gautier）出资修建，纪念她于1915年10月6日去世的儿子让。建筑师为夏尔·韦内（Charles Venner）。